# Cantó de Blangy-le-Château
El cantó de Blangy-le-Château és un cantó francès del departament de Calvados, situat al districte de Lisieux. Té 15 municipis i el cap es Blangy-le-Château.

## Municipis
- Les Authieux-sur-Calonne
- Blangy-le-Château
- Bonneville-la-Louvet
- Le Breuil-en-Auge
- Le Brévedent
- Coquainvilliers
- Le Faulq
- Fierville-les-Parcs
- Manerbe
- Manneville-la-Pipard
- Le Mesnil-sur-Blangy
- Norolles
- Saint-André-d'Hébertot
- Saint-Philbert-des-Champs
- Le Torquesne

## Història
| Data d'elecció                           | Identitat                  | Partit        | Qualitat |
| ---------------------------------------- | -------------------------- | ------------- | -------- |
| 1945-1979                                | M. Caplain                 | Divers droite |          |
| 1979-2001                                | Bruno Olivier de Sanderval | Divers droite |          |
| 2001-                                    | Hubert Courseaux           | Divers droite |          |
| les dades anteriors no són pas conegudes |                            |               |          |
|                                          |                            |               |          |

## Demografia
| A partir de 1990: Població sense dobles comptes |